# Кошта, Клаудиу Мануэл да
Кла́удиу Мануэ́л да Ко́шта (порт. Cláudio Manuel da Costa; 4 июня 1729, Мариана, Минас-Жерайс, Бразилия — 4 июля 1789, Ору-Прету, Минас-Жерайс, Бразилия) — бразильский поэт, юрист и борец за национальную независимость.

## Биография
Клаудиу Кошта родился в городе Вила-ду-Риберан-ду-Карму (в настоящее время Мариана) в португальской семье. В 1749 году он отправился в Лиссабон, где окончил юридический факультет Коимбрского университета. Вернувшись в Бразилию в 1754 году, начал юридическую практику, работал судьёй.
В 1768 году Кошта создал литературное общество «Заморская Аркадия». Позже подружился с поэтом Томасом Антониу Гонзагой. За участие в заговоре инконфидентов, боровшихся за независимость Бразилии, в 1789 году был арестован и заключён в тюрьму, где покончил жизнь самоубийством (повесился) или был отравлен.

## Творчество
Клаудиу Кошта написал ряд пасторалей, эклог, в которых с заметным талантом воспевал природу своей родины, утверждал идеалы простоты, слияния с природой. В своей поэзии он стремился сочетать строгость форм с романтической приподнятостью; его стихи проникнуты гражданским пафосом, любовью к родине и свободе. Лучшее произведение Кошты, наряду со многими сонетами, кантатами и песнями, — поэма «Вила-Рика», написанная в 1773 году (издана в Ору-Прету в 1841).